# 浅間高原自動車テストコース
座標: 北緯36度25分32.92秒 東経138度35分1.58秒 / 北緯36.4258111度 東経138.5837722度

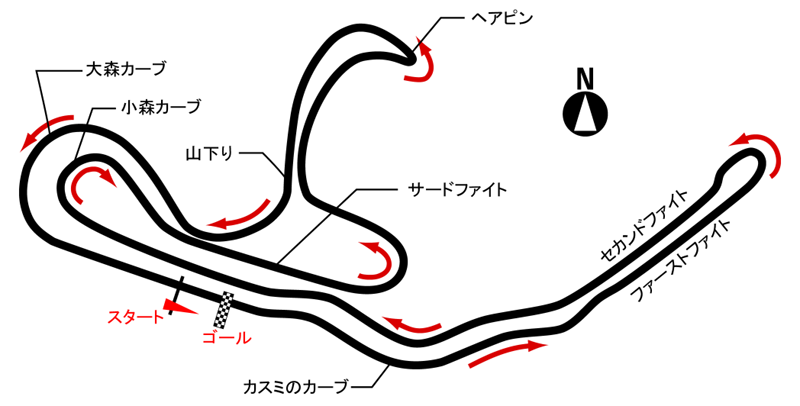

浅間高原自動車テストコース（あさまこうげんじどうしゃテストコース）とは、群馬県浅間山麓に存在していたテストコース。本来はテストコースだが、レース場（サーキット）として利用されたこともある。全日本オートバイ耐久ロードレース（通称:浅間火山レース）や、初期の全日本クラブマンレースの舞台になった。

## 歴史
1956年（昭和31年）6月、国内2輪製造19メーカーによる「社団法人浅間高原自動車テストコース協会」が設立された。コースが設けられたのは群馬県と嬬恋村が所有していた土地（牧草地）で、テストコース協会と通産省（当時）が建設費を負担し、群馬県と嬬恋村から土地を借りる形でコース建設が始まった。
テストコース協会設立に参加したメーカーは、ホンダ、トーハツ、スズキ、トヨモーター、メグロ、クルーザー、ポインター、ヤマハ、ライラック、ヘルス、アストン、メイハツ、ツバサ、ラビット、アサヒ、陸王、フジ、DSK、ホスクの19社である。
1957年（昭和32年）7月にコースが完成した。
1978年（昭和53年）に浅間高原自動車テストコース協会は解散。日本の2輪車メーカーが4社にまで減り、群馬県から土地の返還を求められていたのが要因とされる。以降はテストコースとして用いられることもなくなった。

## コース概要

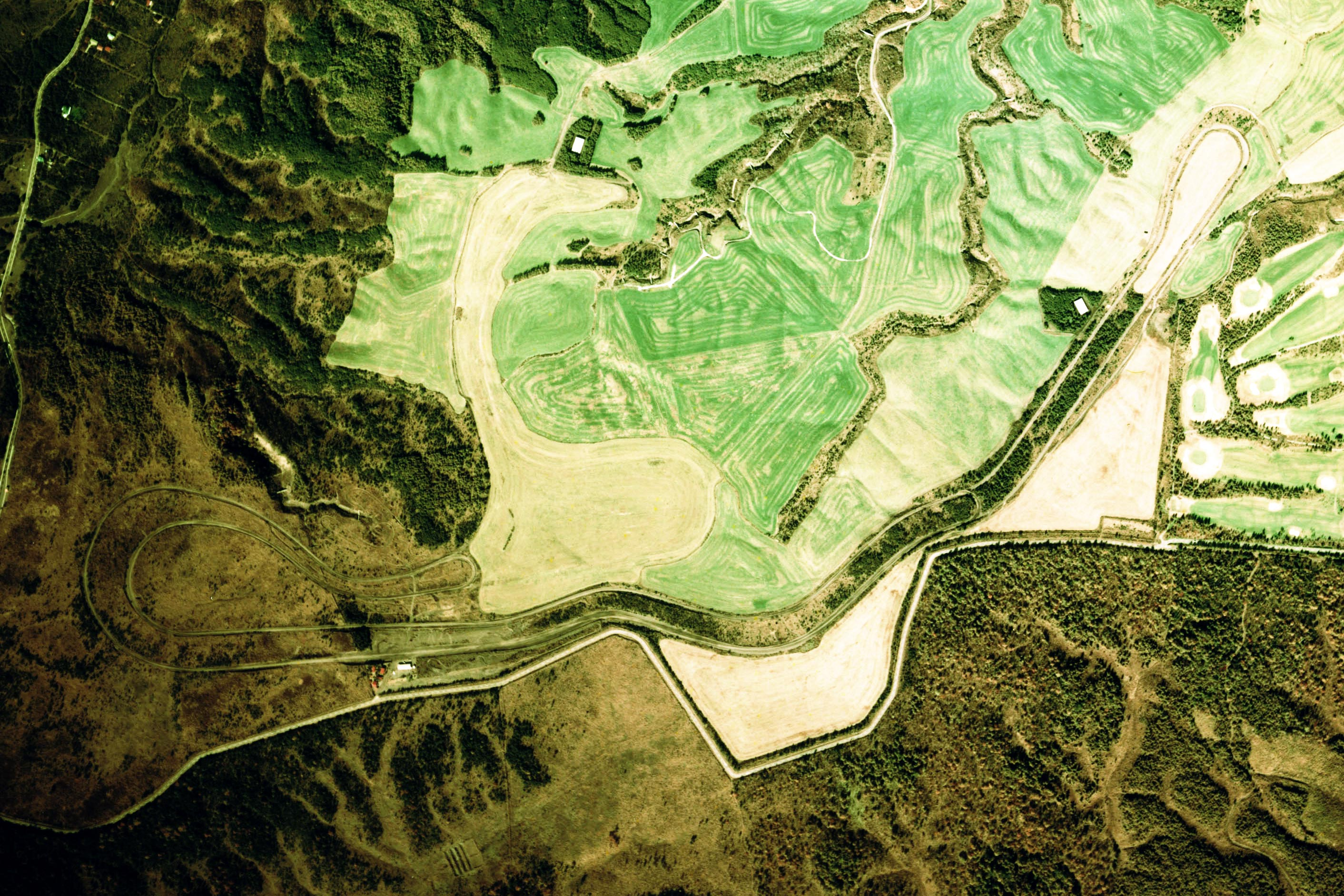
1975年撮影の航空写真

コースは1周9.351kmの火山灰と砂利道。現在の感覚からすれば、ロードレースコースというより、モトクロス（当時は「スクランブル」と呼ばれていた）やダートトラックレースのコースに近い。将来的には完全舗装する構想で建設されたものだったが、多額の予算が必要な事と、協会メンバーのなかから倒産によって脱落していくメーカーもあり、その計画は実現しなかった。
大きなヘアピン1ヶ所と半径50メートル以上のカーブが5ヶ所。幅員はスタートから500メートル付近までが20メートル、その先が15メートル、それ以外は8メートル。コースの勾配は最高2.9%のスロープが少しある以外はほぼ平坦。

## 備考
この自動車コースは名称の通り本来は「テストコース」であり、浅間火山レースで2回（'57年、'59年）、全日本モーターサイクルクラブ連盟主催の全日本クラブマンレースで2回（'58年、'59年）使用された以外は、2輪と4輪のメーカーが走行テストに使用していた。浅間火山レースには各メーカーの性能テストという意味合いもこめられており、製品の性能品質を向上させて海外市場での商品力を高めるのが最終的な目標とされていた。そのためコース建設には通商産業省の助力もあった。
テストコースとして使用されなくなり、平成に入った後も国土地理院発行の地図にはコース図が記載されていた。
現在はコースの大半（群馬県所有地＝浅間牧場部分）が牧草地に戻されている。一部（西部の嬬恋村所有地）は現存し、「浅間サーキット」としてモトクロス・ダートトライアル・ラリーのSSとして利用されている。